# Iñigo Arriola
Iñigo Arriola Díez (Elgóibar, Guipúzcoa, España, 3 de octubre de 1967) es un exfutbolista y entrenador de fútbol español que se desempeñaba como centrocampista.

## Trayectoria

### Como jugador
Fue un jugador formado en el CD Elgoibar hasta 1991, cuando firmó por la SD Eibar en el que jugó durante 8 temporadas, donde se retiró en 1999.

### Como entrenador
En la temporada 2006-07, se convierte en segundo entrenador de Manix Mandiola en la SD Eibar y ya lo acompañaría en todas sus experiencias en los banquillos, siendo segundo entrenador en equipos como Deportivo Alavés, una segunda etapa en la SD Eibar, CD Tudelano, Burgos CF, Atlético Baleares y CD Numancia.
En la temporada 2022-23, firma como segundo entrenador de Manix Mandiola en la U. E. Olot de la Segunda Federación. El 11 de noviembre de 2022, tras la destitución de Manix Mandiola y la contratación de Jonathan Risueño, continuaría como segundo entrenador en el conjunto de Olot.
El 26 de enero de 2023, firma como entrenador de la U. E. Olot de la Segunda Federación, tras la destitución de Jonathan Risueño.

## Clubes

### Como jugador
| Club        | País   | Año       |
| ----------- | ------ | --------- |
| CD Elgoibar | España | 1990-1991 |
| S. D. Eibar | España | 1991-1999 |

### Como entrenador
| Club                              | País   | Año       |
| --------------------------------- | ------ | --------- |
| SD Eibar (2º entrenador)          | España | 2006-2008 |
| Deportivo Alavés (2º entrenador)  | España | 2008-2009 |
| SD Eibar (2º entrenador)          | España | 2010-2011 |
| CD Tudelano (2º entrenador)       | España | 2013-2016 |
| Burgos CF (2º entrenador)         | España | 2016-2017 |
| Atlético Baleares (2º entrenador) | España | 2018-2020 |
| CD Numancia (2º entrenador)       | España | 2020-2021 |
| UE Olot (2º entrenador)           | España | 2022-2023 |
| UE Olot                           | España | 2023      |